# Тёрнера

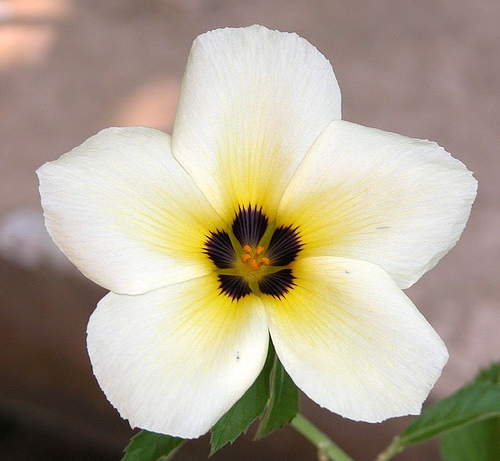
Turnera subulata

Тёрнера (лат. Turnera) — род цветковых растений подсемейства Тёрнеровые семейства Страстоцветные (Passifloraceae), содержащий более ста видов, распространённых в тропической и субтропической Америке.
В литературе нередко также встречается наименование «турнера».
Назван Шарлем Плюмье в честь английского врача и ботаника Уильяма Тёрнера  — «отца английской ботаники», Карл Линней закрепил использование этого названия в своей работе Species Plantarum.
Некоторые виды используются в садоводстве — например, Тёрнера ильмолистная (Turnera ulmifolia). В медицине используется Тёрнера раскидистая (Turnera diffusa), в которой содержатся афродизиаки.

## Виды
По информации базы данных The Plant List, род включает 126 видов. Некоторые из них:
- Turnera diffusa — Тёрнера раскидистая
- Turnera ulmifolia — Тёрнера ильмолистная